# Везо Мбели
Везо Мбели — национальная скаутская организация Коморов. Входит в состав Всемирной организации скаутского движения.

## История
Везо Мбели была основана в 1975 году. В 1990 году стала членом Всемирной организации скаутского движения. По состоянию на 2004 год в организация совместного обучения «Везо Мбели» насчитывалось 1725 членов. Развитию скаутинга препятствовали гражданские беспорядки и отсутствие политической стабильности в стране.
2—5 июля 2023 года в Морони на Коморских Островах прошла 9-я Региональная скаутская конференция стран бассейна Индийского океана. Мероприятие было организовано Везо Мбели при поддержке «Африканским центром всемирного скаутского бюро».

## Описание
Скаутская структура имеет военизированную пирамидальную иерархическую систему подчинения:
- Лувето (каб Скауты)
- Скауты
- Скауты Айнес (старшие скауты)
- Рутьеры (роверы-разведчики)

Возможность стать скаутом есть как у мальчиков, так и у девочек.
Ассоциация участвует во многих разнообразных образовательных мероприятиях.
Девиз скаутов Везо Мбели на суахили Uwe Tayari и фр. Sois Prêt, что означает «Будь готов!».